# Asilus tingitanus
Asilus tingitanus är en tvåvingeart som beskrevs av Jean Baptiste Boisduval 1835. Asilus tingitanus ingår i släktet Asilus och familjen rovflugor.
Artens utbredningsområde är Marocko. Inga underarter finns listade i Catalogue of Life.